# Legge costituzionale
La legge costituzionale è un atto normativo, presente negli ordinamenti a costituzione rigida, adottato dal parlamento con una procedura aggravata, ossia più complessa rispetto a quella prevista per le leggi ordinarie, che ha lo stesso rango della costituzione nella gerarchia delle fonti del diritto e la può, entro certi limiti, integrare o modificare (in quest'ultimo caso si può parlare, più specificamente, di legge di revisione costituzionale o riforma costituzionale).
In alcuni Stati del mondo le modifiche alla costituzione non hanno la veste formale di leggi costituzionali, ma di emendamenti alla costituzione stessa. È il caso della Costituzione degli Stati Uniti, le cui modifiche sono contenute in articles of amendment aggiunti alla fine del suo testo, e della vigente Costituzione del Brasile.

## Ordinamento italiano
Le leggi costituzionali sono presenti nell'ordinamento italiano solo a partire dalla Costituzione repubblicana del 1948 che è rigida. In precedenza, infatti, lo Statuto albertino, in quanto costituzione flessibile, poteva essere modificato o integrato con legge adottata secondo la procedura ordinaria.

### Procedimento di formazione

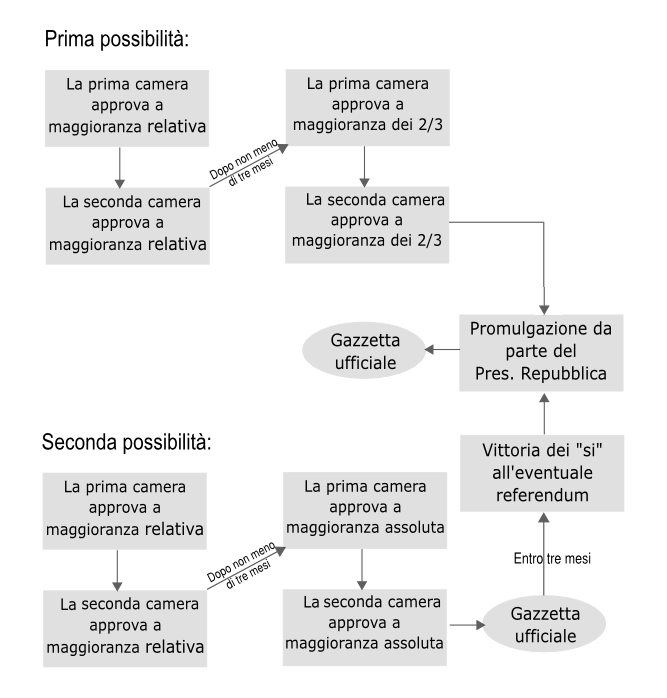
Procedimento di revisione costituzionale secondo l'ordinamento italiano

Il procedimento per l'adozione delle leggi costituzionali è disciplinato nell'articolo 138 della Costituzione; la disciplina, però, non copre l'intero procedimento, nulla disponendo l'articolo sulle fasi dell'iniziativa e, salvo che per alcuni aspetti, della promulgazione e pubblicazione finale. Nel silenzio della Costituzione, si ritiene trovino applicazione le norme sul procedimento di formazione delle leggi ordinarie.
L'art. 138 prevede che le leggi di revisione della Costituzione e le altre leggi costituzionali devono essere approvate da ciascun ramo del Parlamento con due distinte deliberazioni, tra le quali devono intercorrere almeno tre mesi; nella seconda deliberazione di ciascuna camera, per l'approvazione è necessaria la maggioranza assoluta. L'art. 72 (ultimo comma) della Costituzione esclude che i progetti di legge costituzionale possano essere approvati dalle commissioni parlamentari in sede deliberante.
La legge così approvata è pubblicata sulla Gazzetta Ufficiale prima della promulgazione e, quindi, non entra ancora in vigore. Entro tre mesi dalla pubblicazione, un quinto dei membri di una Camera, cinquecentomila elettori o cinque consigli regionali possono chiedere che sia sottoposta a referendum confermativo (cosiddetto referendum costituzionale); la legge è promulgata solo se è stata approvata dal corpo elettorale con la maggioranza dei voti validi, nel caso sia stata sottoposta a referendum, o se sono decorsi i tre mesi dalla pubblicazione senza che il referendum sia stato richiesto.
Il referendum non può essere chiesto se la legge è stata approvata nella seconda votazione da ciascuna delle Camere con la maggioranza qualificata di due terzi dei componenti; in tal caso, quindi, la legge può essere immediatamente promulgata dal Presidente della Repubblica.
A differenza del referendum abrogativo, quello costituzionale non richiede un quorum, ossia una quota minima di votanti sugli aventi diritto al voto, per la validità della consultazione. Finora se ne sono tenuti quattro:
- il referendum costituzionale del 2001, concluso con l'approvazione della legge costituzionale 18 ottobre 2001, n. 3, che modifica il Titolo V della Parte II della Costituzione;
- il referendum costituzionale del 2006, concluso con la mancata approvazione di una proposta di legge costituzionale volta a modificare la Parte II della Costituzione;
- il referendum costituzionale del 2016, concluso con la mancata approvazione di una radicale revisione della parte II; tale revisione comprendeva, principalmente, disposizioni per la modifica del bicameralismo paritario, e per la modifica del titolo V;
- il referendum costituzionale del 2020, concluso con l'approvazione della legge costituzionale "Modifiche agli articoli 56, 57 e 59 della Costituzione in materia di riduzione del numero dei parlamentari".

### Limiti formali e sostanziali
La necessità di seguire un procedimento aggravato rappresenta un limite formale alla modifica o integrazione della Costituzione. A esso si affiancano limiti sostanziali, espliciti ed impliciti, inerenti al contenuto delle modifiche o integrazioni.
Un limite sostanziale esplicito è posto dall'art. 139 della Costituzione, che sottrae alla revisione la "forma repubblicana" (sicché nemmeno con il procedimento disciplinato dall'art. 138 si potrebbe reintrodurre la monarchia in Italia). La dottrina e la giurisprudenza, però, ritengono che esistano anche limiti sostanziali impliciti, in quanto nessuna legge costituzionale potrebbe spingersi a modificare la Costituzione nel suo "spirito", nel nucleo dei diritti fondamentali e inviolabili della persona e della forma di Stato repubblicana, democratica e pluralista (con i connessi principi di sovranità popolare, uguaglianza, pluralità dei partiti politici ecc.); in particolare, la Corte costituzionale, nella sua sentenza n. 366 del 1991, ha affermato che ci sono alcuni principi supremi che non possono essere sovvertiti o modificati nel loro contenuto essenziale, in quanto sono parte integrante della forma repubblicana.
Va aggiunto che, secondo parte della dottrina, lo stesso art. 138 non potrebbe essere oggetto di revisione nella parte in cui disciplina il procedimento di formazione delle leggi di revisione costituzionale e delle altre leggi costituzionali (cosiddetto limite logico). Altri, invece, ritengono tale revisione possibile, sempre che sia preservata la rigidità della Costituzione.
L'eventuale legge costituzionale che eccedesse detti limiti, siano essi formali o sostanziali, espliciti o impliciti, si porrebbe in contrasto con la Costituzione e sarebbe quindi in via teorica, secondo parte della dottrina, annullabile da parte della Corte costituzionale.

### Riserve di legge costituzionale
Si ha una riserva di legge costituzionale quando la costituzione prevede che una determinata materia può essere disciplinata solo con legge costituzionale. La Costituzione italiana la stabilisce per:
- l'attribuzione ad organi ed enti del potere di iniziativa delle leggi (art. 71, 1° comma);
- l'adozione degli statuti speciali delle regioni Friuli-Venezia Giulia, Sardegna, Sicilia, Trentino-Alto Adige e Valle d'Aosta (116, 1° comma);
- la fusione di regioni esistenti e la creazione di nuove regioni (art. 132, 1° comma);
- la previsione di condizioni, forme e termini di proponibilità dei giudizi di legittimità costituzionale, e delle garanzie d'indipendenza dei giudici della Corte costituzionale (art. 137, 1° comma).

Le modifiche ai Patti Lateranensi, invece, non richiedono la forma della legge di revisione costituzionale per espressa previsione dell'art. 7 comma 2 Cost..

#### Leggi costituzionali rinforzate
Si ha una legge costituzionale rinforzata quando la costituzione, oltre a riservarle la disciplina di una determinata materia, prescrive per la sua adozione un procedimento ulteriormente aggravato rispetto a quello previsto per le altre leggi costituzionali. Nell'ordinamento italiano l'unico esempio è rappresentato dal già citato 1° comma dell'art. 132 della Costituzione, il quale, per la creazione di nuove regioni o la fusione di regioni esistenti, prevede che:
- ne facciano richiesta tanti consigli comunali che rappresentino almeno un terzo delle popolazioni interessate;
- la proposta sia approvata con referendum a maggioranza delle popolazioni stesse;
- sia acquisito il parere (non vincolante) dei consigli delle regioni interessate;
- sia adottata una legge costituzionale ai sensi dell'art. 138.

La stessa norma pone, inoltre, un limite sostanziale, in quanto le nuove regioni non possono avere popolazione inferiore ad un milione di abitanti.

### Leggi di revisione costituzionale e altre leggi costituzionali
Come si è visto, l'art. 138 della Costituzione, pur distinguendo le leggi di revisione costituzionale dalle "altre leggi costituzionali", non differenzia in alcun modo il loro procedimento di formazione. Anche la numerazione progressiva delle leggi costituzionali e di revisione costituzionale è la stessa. Le une e le altre, quindi, non si distinguono dal punto di vista formale, ma possono essere distinte dal punto di vista materiale, ossia in relazione al loro contenuto; infatti:
- le leggi di revisione costituzionale modificano (ossia abrogano o sostituiscono) disposizioni contenute nella Costituzione;
- le altre leggi costituzionali affiancano o completano le disposizioni contenute nella Costituzione in quanto
  - disciplinano materie sulle quali la Costituzione ha posto una riserva di legge costituzionale,
  - derogano o sospendono una disposizione contenuta nella Costituzione
  - oppure disciplinano materie che il Parlamento ha giudicato di rilevanza tale da rendere opportuno il ricorso al procedimento di cui all'art. 138 della Costituzione.

### Denominazione e titolo
Le leggi costituzionali sono denominate con modalità analoghe alle leggi ordinarie: si usa la locuzione "legge costituzionale" seguita dalla data di promulgazione e dal numero progressivo nell'anno (separato da una virgola e preceduto da "n."). Così, ad esempio, la "legge costituzionale 18 ottobre 2001, n. 3" è stata promulgata il 18 ottobre del 2001 ed è la terza legge costituzionale promulgata in quell'anno. Anche le leggi costituzionali, come le ordinarie, hanno un titolo che riassume sinteticamente il loro contenuto (ad esempio, quello della legge costituzionale ora citata è "Modifiche al titolo V della parte seconda della Costituzione").

### Leggi costituzionali adottate dal 1947 ad oggi
Dal 1947 ad oggi sono state adottate in Italia 47 leggi costituzionali, di cui 16 concernenti l'approvazione o la modifica di statuti regionali speciali. Le prime 8 leggi costituzionali sono state approvate non con il procedimento disciplinato dall'art. 138 della Costituzione, ma direttamente dall'Assemblea costituente.